# Leonel Pérez
Leonel Pérez Almeida (ur. 28 października 1953) – kubański zapaśnik walczący w stylu klasycznym. Olimpijczyk z Moskwy 1980, gdzie zajął jedenaste miejsce w wadze koguciej.
Złoty medalista igrzysk panamerykańskich w 1979 i srebrny w 1975 roku.

## Letnie Igrzyska Olimpijskie 1980
| Konkurencja | Eliminacje              | Eliminacje            | Klas. końcowa |
| Konkurencja | Przeciwnik I            | Przeciwnik II         | Miejsce       |
| ----------- | ----------------------- | --------------------- | ------------- |
| -57 kg      | Benni Ljungbeck (SWE) P | Pertti Ukkola (FIN) P | 11.           |